# Chipping Norton
Chipping Norton ist eine Stadt und eine Verwaltungseinheit im District West Oxfordshire in der Grafschaft Oxfordshire, England. Chipping Norton ist 29,2 km von Oxford entfernt. Im Jahr 2001 hatte die Stadt 5688 Einwohner. Chipping Norton wurde 1086 im Domesday Book als Nortone erwähnt.

## Persönlichkeiten
- Tim Moore (* 1964), Autor und Journalist
- Wentworth Miller (* 1972), Schauspieler
- Jeremy Clarkson (* 1960), Journalist